# Stereologija
Stereologija je interdisciplinarna metodologija o postopkih, ki omogočajo kvantitativne ocene o tri-dimenzionalni notranji zgradbi teles ali njihovih sestavin iz dve-dimenzionalnih prerezov skoznje (glej primere v nadaljevanju). Izvorno so stereologijo opredelili kot ˝prostorsko  razlago rezin ˝. Beseda izvira iz grščine (stereos = trd, logos=znanost). Pogosto stereologijo opredeljujejo tudi kot  znanost, ki pridobiva informacijo višjih dimenzij iz vzorcev, ki imajo manj dimenzij.
Pobudnik za razvoj te zelo mlade veje znanosti je nemški histolog Hans Ellias. Ugotovil je, da so biološki objekti pogosto nepravilnih oblik,  zato je ocenjevanje njihove zgradbe z zakonitostmi klasične evklidske geometrije nemogoče. Maja l. 1961 je organiziral srečanje v Feldbergu v Schwarzwaldu, kjer so izvedenci različnih znanstvenih disciplin razpravljali o metodologiji, kako kvantificirati tri-dimenzionalne  (3-D) objekte na osnovi njihovega izgleda na dve-dimenzionalnih (2-D) prerezih skoznje. Za novo razvijajočo se panogo znanosti je predlagal ime stereologija. Kratek zapis o tem srečanju je objavila revija Science Arhivirano 2015-11-04 na Wayback Machine.. Aprila  l.  1963  je Hans Ellias organiziral na Dunaju prvi mednarodni stereološki kongres, na katerem so ustanovili Mednarodno stereološko društvo in imenovali Elliasa za prvega predsednika. 
Stereologija je metodologija, ki na osnovi  naključnega sistematičnega vzorčenja zelo učinkovito zagotavlja nepristanske kvantitativne ocene struktur na različnih področjih mikroskopije  tako v bioznanostih  (npr. histologija, nevroanatomija, patologija, geologija) kot v vedi o materialih (analiza zlitin, keramika ip.). Temelji na principih geometrije, statistike in verjetnostne teorije.
Klasična stereologija  ocenjuje značilnosti bioloških in nebioloških objektov na osnovi modelov iz klasične Evklidske geometrije, s katerimi skuša primerjati objekte iz narave. Sodobna nepristranska stereologija pa temelji na dobro zastavljenem raziskovalnem načrtu (design based) in ne na primerjavi objektov z geometrijskimi modeli in je zato njen pristop enostavnejši, bolj gospodaren in bolj učinkovit, dobljeni rezultati pa nepristranski. 
Kot mlada znanstvena disciplina se stereologija še vedno razvija; veliko novosti izhaja predvsem iz Evrope in predstavlja pomemben prispevek k učinkovitosti stereoloških pristopov (npr. metoda proporcionatorja ).